# James Dolphin
James Dolphin (né le 17 juin 1983 à Takapuna) est un athlète néo-zélandais, spécialiste du sprint.
Champion national sur 200 m en 2005 et 2006 et sur 100 m en 2006, ses meilleurs temps sont :
- 100 m :	10 s 41	0,00	Hamilton (Nouvelle-Zélande)	09/02/2005
- 200 m :	20 s 56	2,00	Sydney	12/01/2008